# Lelita Rosa
Lelita Rosa, nome artístico de Maria Rosa Maccari (São Paulo, 19 de setembro de 1908 - São Paulo, 04 de maio de 1980) foi uma importante atriz brasileira das décadas de 1920 e 1930, destacando-se por suas atuações nos filmes dirigidos por Humberto Mauro e Adhemar Gonzaga.

## Biografia
Lelita Rosa, nome artístico de Maria Rosa Maccari nasceu na cidade de São Paulo, em 19 de setembro de 1908. 
Sua carreira tem início ainda em 1924, como manequim. Em 1925 estreara em cinema, com o filme Flor do Sertão. No ano seguinte atuaria no polêmico Vício e Beleza, filme que abordou temas tabus para a época, como uso recreativo de drogas. 
A convite de Humberto Mauro, participa em 1928 de Brasa Dormida, ao lado de Nita Ney. Ainda trabalharia com o diretor Humberto Mauro, em 1930, no filme Lábios sem Beijos, consagrando-a como uma das grandes atrizes do primórdio do cinema brasileiro.  
Participou de Barro Humano, em 1929, de Adhemar Gonzaga. Após gravar o filme Alô Alô Carnaval, em 1936, afastou-se da carreira artística. 
Faleceu na cidade de São Paulo em 04 de maio de 1980.

## Filmografia
| Ano  | Título            | Personagem |
| ---- | ----------------- | ---------- |
| 1925 | Flor do Sertão    | —          |
| 1926 | Vício e Beleza    | —          |
| 1928 | Brasa Dormida     | —          |
| 1929 | Barro Humano      | Maça       |
| 1930 | Lábios sem Beijos | Lelita     |
| 1936 | Alô Alô Carnaval  | Morena     |